# Harposporium bysmatosporum
Harposporium bysmatosporum är en svampart som beskrevs av Drechsler 1946. Harposporium bysmatosporum ingår i släktet Harposporium och familjen Clavicipitaceae.   Inga underarter finns listade i Catalogue of Life.